# Pengov
Pengov je priimek več znanih Slovencev:
- Ajša Pengov (r. Haberfellner) (1913–1983), kiparka in lutkarka (oblikovalka lutk)
- Aljaž Pengov Bitenc, politolog, medijski podjetnik, radijski urednik
- Andrej Pengov (*1961), veterinar
- Božo (Božidar) Pengov (1910–1985), kipar
- Franc Pengov (1876–1954), naravoslovec, publicist
- Ivan Pengov (1879–1932), kipar
- Ivan Pengov (1906–1975), arhitekt, igralec, režiser, scenograf in radijski napovedovalec
- Jože Pengov (1916–1968), lutkar in režiser
- Jure Pengov (1944–2013), novinar, TV-voditelj
- Lado (Ladislav) Pengov (1941–2021), slikar in grafik
- Marjan Pengov (1913–1991), sabljač
- Miša Pengov (*1939), slikarka
- Mojca Pengov (*1947), slikarka
- Nadja Pengov, novinarka
- Slavko Pengov (1908–1966), slikar, freskant, prof. ALU
- Tomaž Pengov (1949–2014), glasbenik kantavtor, pesnik